# Fehér Tibor (színművész, 1988)
Fehér Tibor (Mátészalka, 1988. június 18. –) Jászai Mari-díjas magyar színész.

## Életpályája
Nagyecseden töltötte gyermekkorát. Édesanyja óvónő, édesapja víz-gázszerelő. Szerette az irodalmat, a verseket. 2002-ben felvették az mátészalkai Esze Tamás Gimnáziumba, magyar–történelem tagozatra.
A gimnázium alatt tagja lett egy színjátszó körnek, és a kör vezetőjének tanácsára rövidesen a nagykállói Korányi Frigyes dráma tagozatos gimnáziumban folytatta tanulmányait. 2006–2010 között a Színház- és Filmművészeti Egyetem hallgatója volt. 2010–2019 között a Nemzeti Színház tagja volt. 2019-től a Centrál Színház színésze.
2017-ben megkapta a Jászai Mari-díjat.
2017. június 20-ától, egészen 2018 áprilisáig az RTL Klub Reggeli című műsorának egyik műsorvezetője.

## Színpadi szerepei
- Holdbeli csónakos - Vitéz László
- Tizenkét dühös ember - Törvényszolga
- Bánk bán - junior - - Bánk bán
- Berzsián és Dideki - Áttentő Redáz
- Úri muri - Kudora
- Három nővér - Rode, Vlagyimir Karlovics, hadnagy
- Jó estét nyár, jó estét szerelem - Fiú
- Egyszer élünk avagy a tenger azontúl tűnik semmiségbe
- Az ember tragédiája
- Szent Johanna - Bertrand de Poulengey
- Szent Johanna - Courcelles kanonok
- William Shakespeare: Hamlet - Marcellus
- Hazafit nekünk! - Stefan Kovacs hadnagy, Kupfer segédje, Verőlegény
- Csongor és Tünde - Berreh
- Sirály (dráma) - Medvegyenko
- A velencei kalmár - Francesco, és Marokkó hercege
- Mephisto (regény) - A kis Willi Böck
- Ahogy tetszik - Célia
- Boldogságlabirintus - Miki, újságíró
- Operett - Hufnágel gróf
- Szentivánéji álom - Lysander
- Isten ostora - Ataulf, gót harcos
- Az őrült nők ketrece - Jacob (Átrium)
- Ingyenélők - Darvas Károly
- Szeszélyes nyár - Arnostek
- Csongor és Tünde - Csongor
- Cyrano de Bergerac (író) - Cyrano
- Részegek - Laurenz
- Az úr komédiásai - az ügyvéd, a speaker és az elkárhozott
- Az ügynök halála (színmű) - Bernard
- Pogánytánc - Gerry
- Woyzeck - Ezreddobos
- Az ember tragédiája (dráma) - az egyik Lucifer
- Egy ember az örökkévalóságnak - VIII. Henrik király
- Legénylakás - Chuck Baxter
- Veszélyes forduló - Robert Caplen
- A vérszipoly - Bérszipoly
- Puskás, a musical - Bozsik József
- Dominógyilkosság - Elliot, politikai tanácsadó
- Mary Page Marlowe - Dan
- Nemek és igenek - Tim
- Network - Frank Hackett
- Ma este felnövünk - Archie
- Magyartenger - Örs
- Kölcsönlakás - Alistair Spenlow
- Sok hűhó semmiért - Őr I.
- Fekete Péter - Hajnal Lucien
- Az ügynök halála - Biff
- Mellékhatás - Tristan
- Lány a vonaton - Scott Hipwell

## Szinkronszerepei
| Film vagy sorozat cím : alcím                                | Eredeti cím : alcím                               | Karakter                                           | Színész              | Megjegyzés                              |
| ------------------------------------------------------------ | ------------------------------------------------- | -------------------------------------------------- | -------------------- | --------------------------------------- |
| 21 Jump Street – A kopasz osztag                             | 21 Jump Street                                    | Zack                                               | Dax Flame            | amerikai akcióvígjáték                  |
| Alicia új élete                                              | Si nos dejan                                      | Martín Guerra                                      | Marcus Ornellas      | mexikói telenovella                     |
| Az aranyifjú                                                 | Yalı Çapkını                                      | Ferit Korhan                                       | Mert Ramazan Demir   | török drámasorozat                      |
| Batman                                                       | The Batman                                        | Edward Nashton / Rébusz                            | Paul Dano            | amerikai krimi-dráma                    |
| Bohém rapszódia                                              | Bohemian Rhapsody                                 | Freddie Mercury                                    | Rami Malek           | amerikai életrajzi-dráma                |
| Brokenwood titkai                                            | The Brokenwood Mysteries                          | Jared Morehu                                       | Pana Hema Taylor     | új-zélandi drámasorozat                 |
| A Búra alatt                                                 | Under the Dome                                    | Ifi Rennie                                         | Alexander Koch       | amerikai sci-fi sorozat                 |
| A cél szerelmesíti az eszközt…                               | Middle of Nowhere                                 | Dorian Spitz                                       | Anton Yelchin        | amerikai vígjáték                       |
| A csodadoktor                                                | Mucize Doktor                                     | Dr. Doruk Özütürk                                  | Hakan Kurtaş         | török orvosi drámasorozat               |
| A csókfülke                                                  | The Kissing Booth                                 | Noah Flynn                                         | Jacob Elordi         | angol-amerikai romantikus vígjáték      |
| A csókfülke 2.                                               | The Kissing Booth 2                               | Noah Flynn                                         | Jacob Elordi         | angol-amerikai romantikus vígjáték      |
| A csókfülke 3.                                               | The Kissing Booth 3                               | Noah Flynn                                         | Jacob Elordi         | angol-amerikai romantikus vígjáték      |
| S.W.A.T. – Különleges egység                                 | S.W.A.T.                                          | Jim Street                                         | Alex Russell         | amerikai drámasorozat                   |
| Derrick : Elveszett másodpercek                              | Derrick: Die verlorenen Sekunden                  | Harro Brückner                                     | Herbert Herrmann     | német krimisorozat                      |
| A diótörő és a négy birodalom                                | The Nutcracker and the Four Realms                | Philip Hoffman százados                            | Jayden Fowora-Knight | amerikai fantasy                        |
| Dr. Dimenzi-naci                                             | Dr. Dimensionpants                                | Phillip, az egyszarvú                              | Richard Ian Cox      | kanadai rajzfilmsorozat                 |
| Éghasadás                                                    | Falling Skies                                     | Hal Mason                                          | Drew Roy             | amerikai sci-fi sorozat                 |
| Eddie, a sas                                                 | Eddie the eagle                                   | Eddie Edwards                                      | Taron Egerton        | angol-amerikai-német életrajzi film     |
| Elena, Avalor hercegnője                                     | Elena of Avalor                                   | Zuzo                                               | Keith Ferguson       | amerikai animációs sorozat              |
| Evermoor titkai                                              | The Evermoor Chronicles                           | Otto                                               | Sammy Moore          | britt televíziós filmsorozat            |
| Fantasztikus Négyes                                          | Fantastic Four                                    | Reed Richards                                      | Miles Teller         | amerikai sci-fi                         |
| Félelmetes nap                                               | Parkland                                          | Dr. Charles ’Jim’ Carrico                          | Zac Efron            | amerikai filmdráma                      |
| Háború és béke                                               | War & Peace                                       | Andrej Bolkonszkij                                 | James Norton         | angol minisorozat                       |
| Ház az utca végén                                            | House at the end of the street                    | Ryan                                               | Max Thieriot         | amerikai film                           |
| A hetedik fiú                                                | Seventh Son                                       | Billy Bradley                                      | Kit Harington        | amerikai fantasy                        |
| Hogyan ússzunk meg egy gyilkosságot?                         | How to Get Away with Murder                       | Connor Walsh                                       | Jack Falahee         | amerikai sorozat                        |
| A holnap legendái                                            | Legends of Tomorrow                               | John Diggle Jr. / Connor Hawke / Zöld Íjász (2046) | Joseph David-Jones   | amerikai sorozat                        |
| Hős6os                                                       | Big Hero 6                                        | Tadashi Hamada                                     | Daniel Henney        | amerikai animációs film                 |
| A Hunter Killer küldetés                                     | Hunter Killer                                     | Brian Edwards elsőtiszt                            | Carter MacIntyre     | amerikai-kínai akcióthriller            |
| Az ifjú fáraó                                                | Tut                                               | Ka                                                 | Peter Gadiot         | amerikai kalandfilm                     |
| Az igazság ifjú ligája : Invázió                             | Young Justice: Invasion                           | Robin (Tim Drake)                                  | Cameron Bowen        | amerikai animációs sorozat              |
| Jövőre ilyenkor                                              | This Time Next Year                               | Quinn Hamilton                                     | Lucien Laviscount    | angol romantikus vígjáték               |
| Karácsonyi cserebere                                         | The Princess Switch                               | Kevin                                              | Nick Sagar           | amerikai romantikus-vígjáték            |
| Karácsonyi cserebere – Az új hasonmás                        | The Princess Switch – Switched Again              | Kevin                                              | Nick Sagar           | amerikai romantikus-vígjáték            |
| Karácsonyi cserebere 3. – Szerelmes csillagok                | The Princess Switch 3 – Romancing the Star        | Kevin herceg                                       | Nick Sagar           | amerikai romantikus-vígjáték            |
| Kegyetlen város                                              | Zalim İstanbul                                    | Cenk Karaçay                                       | Mehmet Ozan Dolunay  | török drámasorozat                      |
| Kémvadászok – A szolgálat kötelez                            | Spooks – The Greater Good                         | Will Crombie                                       | Kit Harington        | angol akciófilm                         |
| Kézipoggyász                                                 | Carry-On                                          | Ethan Kopek                                        | Taron Egerton        | amerikai thriller                       |
| A Korona : Babukám                                           | The Crown : Bubbikins                             | John Armstrong                                     | Colin Morgan         | történelmi drámasorozat                 |
| Lewis – Az oxfordi nyomozó : Szövevényes hazugságok 1-2 rész | Lewis : What Lies Tangled Part 1-2                | Djimon Adomakoh                                    | Tosin Cole           | angol krimisorozat                      |
| Madárka                                                      | Çalıkuşu                                          | Kamran                                             | Burak Özçivit        | török drámasorozat                      |
| Magic Mike                                                   | Magic Mike                                        | Adam                                               | Alex Pettyfer        | amerikai vígjáték                       |
| Mentőakció                                                   | Extraction                                        | Darryl                                             | Tyler Jon Olson      | amerikai akciófilm                      |
| Miraculous – Katicabogár és Fekete Macska kalandjai          | Miraculous, les aventures de Ladybug et Chat Noir | Théo Barbot                                        | Franck Tordjman      | francia animációs sorozat               |
| Nagy Katalin – A kezdetek                                    | The Great                                         | Lev                                                | Sebastian De Souza   | drámasorozat                            |
| Nyerd meg az életed                                          | Squid Game                                        | Hvang Dzsunho                                      | Ü Hadzsun            | dél-koreai thriller sorozat             |
| Oxfordi gyilkosságok : Fúga                                  | Endeavour : Fugue                                 | Roy Adamson                                        | Lex Shrapnel         | angol drámasorozat                      |
| Oxfordi gyilkosságok : Rakéta                                | Endeavour : Rocket                                | Johnny Broom                                       | James Northcote      | angol drámasorozat                      |
| Az öt legenda                                                | Rise of the Guardians                             | Dér Jankó                                          | Chris Pine           | amerikai animációs film                 |
| Parkour életre-halálra                                       | Tracers                                           | Rafi Gavron                                        | Dylan                | amerikai akció-dráma                    |
| Pompeji                                                      | Pompeii                                           | Milo, a gladiátor                                  | Kit Harington        | német-kanadai katasztrófafilm           |
| Ready Player One                                             | Ready Player One                                  | Daito                                              | Win Morisaki         | amerikai kalandfilm                     |
| Scream Queens – Gyilkos történet                             | Scream Queens                                     | Pete Martinez                                      | Diego Boneta         | amerikai vígjátéksorozat                |
| Soy Luna                                                     | Soy Luna                                          | Santi Owen                                         | Samuel Nascimento    | argentin telenovella                    |
| Szexoktatás                                                  | Sex Education                                     | Sean Wiley                                         | Edward Bluemel       | amerikai-angol vígjáték                 |
| Szerelmem, Ramón                                             | Enamorándome de Ramón                             | Rulo                                               | Alfredo Gatica       | mexikói telenovella                     |
| Szerelmünk napjai                                            | Time Freak                                        | Stillman                                           | Asa Butterfield      | amerikai romantikus dráma               |
| The Walking Dead                                             | The Walking Dead                                  | Gareth                                             | Andrew J. West       | amerikai horrorfilm sorozat             |
| Az utolsó sárkányölő                                         | The Last Dragonslayer                             | Sir Grifflon                                       | George Webster       | angol fantasy                           |
| Vaják – A vér eredete                                        | The Witcher – Blood Origin                        | Brían                                              | Nathaniel Curtis     | amerikai-magyar-lengyel fantasy sorozat |
| Végtelen szerelem                                            | Kara Sevda                                        | Kemal Soydere                                      | Burak Özçivit        | török drámasorozat                      |
| Veronica Mars                                                | Veronica Mars                                     | Leo D’Amato                                        | Max Greenfield       | amerikai filmsorozat                    |
| Violetta                                                     | Violetta                                          | Broduey                                            | Samuel Nascimento    | argentin telenovella                    |
| Vörös, fehér és királykék                                    | Red, White & Royal Blue                           | Alex Claremont-Diaz                                | Taylor Zakhar Perez  | amerikai romantikus filmvígjáték        |
| Wolfblood                                                    | Wolfblood                                         | Rhydian Morris                                     | Bobby Lockwood       | angol fantasy sorozat                   |

## Filmek
- 2014 – Munkaügyek (Dénes)
- 2016 – Csak színház és más semmi [11] (Kőváry Dániel)
- 2019 – Kölcsönlakás (Tibor)
- 2019 – A mi kis falunk (Horváth Zsolt)
- 2020 – Segítség! Itthon vagyok! (Robi)
- 2022 – Aranybulla (IV. Béla magyar király)
- 2024 – Most vagy soha! (Vasvári Pál)

## Díjai, elismerései
- Farkas–Ratkó-díj (2016)
- Sinkovits Imre-díj (2016, 2019)[12]
- Junior Prima díj (2016)
- Jászai Mari-díj (2017)
- Nagyecsed díszpolgára (2019)[13]